# 圣波唐
圣波唐（法語：Saint-Pôtan，法語發音：[sɛ̃ potɑ̃]）是法国阿摩尔滨海省的一个市镇，位于该省东北部，属于迪南区。

## 地理
圣波唐（48°33'28"N, 2°17'29"W）面积19.89 平方千米，位于法国布列塔尼大區阿摩尔滨海省，该省份为法国西北部沿海省份，位于布列塔尼半岛北部，北濒大西洋英吉利海峡，西接菲尼斯泰尔省，南至莫尔比昂省，东临伊勒-维莱讷省。
与圣波唐接壤的市镇（或旧市镇、城区）包括：埃南比昂、朗代比亚、马蒂尼翁、普莱布勒、普吕迪诺、吕卡、圣卡勒吉尔多、圣洛尔梅勒。

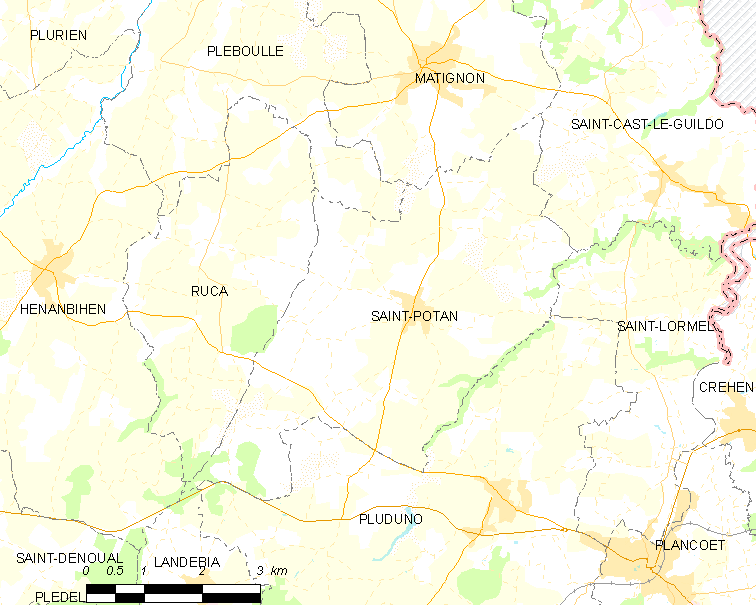
圣波唐的OSM定位图

圣波唐的时区为UTC+01:00、UTC+02:00（夏令时）。

## 行政
圣波唐的邮政编码为22550，INSEE市镇编码为22323。

## 政治
圣波唐所属的省级选区为普莱讷夫-瓦勒安德烈县。

## 人口

1962-2008年间圣波唐人口变化图示

圣波唐于2022年1月1日时的人口数量为833人。